# 豊田町 (高浜市)
豊田町（とよだちょう）は、愛知県高浜市の地名。豊田町1丁目から豊田町3丁目。

## 地理
高浜市北東部に位置する。東は安城市高棚町、西は神明町、南は本郷町、北は小池町に接する。

## 歴史

### 沿革
- 1988年（昭和63年） - 高浜市吉浜町の一部により、同市豊田町1丁目として成立[1]。

## 世帯数と人口
2019年（令和元年）6月1日現在の世帯数と人口は以下の通りである。
| 大字   | 世帯数  | 人口  |
| ------ | ------- | ----- |
| 豊田町 | 430世帯 | 953人 |

### 人口の変遷
国勢調査による人口の推移
| 1995年（平成7年）  | 162人 | [ 7 ]  |  |
| 2000年（平成12年） | 467人 | [ 8 ]  |  |
| 2005年（平成17年） | 657人 | [ 9 ]  |  |
| 2010年（平成22年） | 789人 | [ 10 ] |  |
| 2015年（平成27年） | 905人 | [ 11 ] |  |

## 学区
市立小・中学校に通う場合、学区は以下の通りとなる。また、公立高等学校に通う場合の学区は以下の通りとなる。
| 番・番地等 | 小学校           | 中学校             | 高等学校             |
| ---------- | ---------------- | ------------------ | -------------------- |
| 全域       | 高浜市立翼小学校 | 高浜市立高浜中学校 | 三河学区（特例地域） |

## その他

### 日本郵便
- 郵便番号 : 444-1304[4]（集配局：高浜郵便局[14]）。